# 迦納塞地
塞地為迦納流通貨幣。貨幣編號GHC。輔幣單位比塞瓦。1塞地=100比塞瓦。

## 流通中的貨幣

### 硬幣

#### 2011年

迦納現在使用的六款硬幣。

- 1 比塞瓦
  - 正面：迦納國徽、國家名稱、年份
  - 背面：大橋、面值
- 5 比塞瓦
  - 正面：迦納國徽、國家名稱、年份
  - 背面：一個男人、面值
- 10 比塞瓦
  - 正面：迦納國徽、國家名稱、年份
  - 背面：書本和筆、面值
- 20 比塞瓦
  - 正面：迦納國徽、國家名稱、年份
  - 背面：農作物、面值
- 50 比塞瓦
  - 正面：迦納國徽、國家名稱、年份
  - 背面：一個婦女、面值
- 1 塞地
  - 正面：迦納國徽、國家名稱、年份
  - 背面：天平、稻草、面值

### 紙幣

#### 2007年

迦納現在流通的紙幣系列。

- 1 塞地
  - 正面：六位開國元勳、獨立拱門
  - 背面：阿科松博大壩
- 2 塞地
  - 正面：夸梅·恩克魯瑪
  - 背面：加納議會
- 5 塞地
  - 正面：六位開國元勳、獨立拱門
  - 背面：加納大學
- 10 塞地
  - 正面：六位開國元勳、獨立拱門
  - 背面：加納銀行
- 20 塞地
  - 正面：六位開國元勳、獨立拱門
  - 背面：加納最高法院
- 50 塞地
  - 正面：六位開國元勳、獨立拱門
  - 背面：奧蘇城堡

## 外部連結
- 唐的世界硬币画廊：Ghana
- 罗恩·怀斯的世界纸币：Ghana 镜像网站
- 现代金融系统表格－库尔特·舒勒制作：Ghana 镜像网站
- 环球货币历史：Ghana
- 《环球金融资料》系列：Ghana Cedi
- 《环球金融资料》货币历史表格（ 微软试算表格式）